# Kalahari

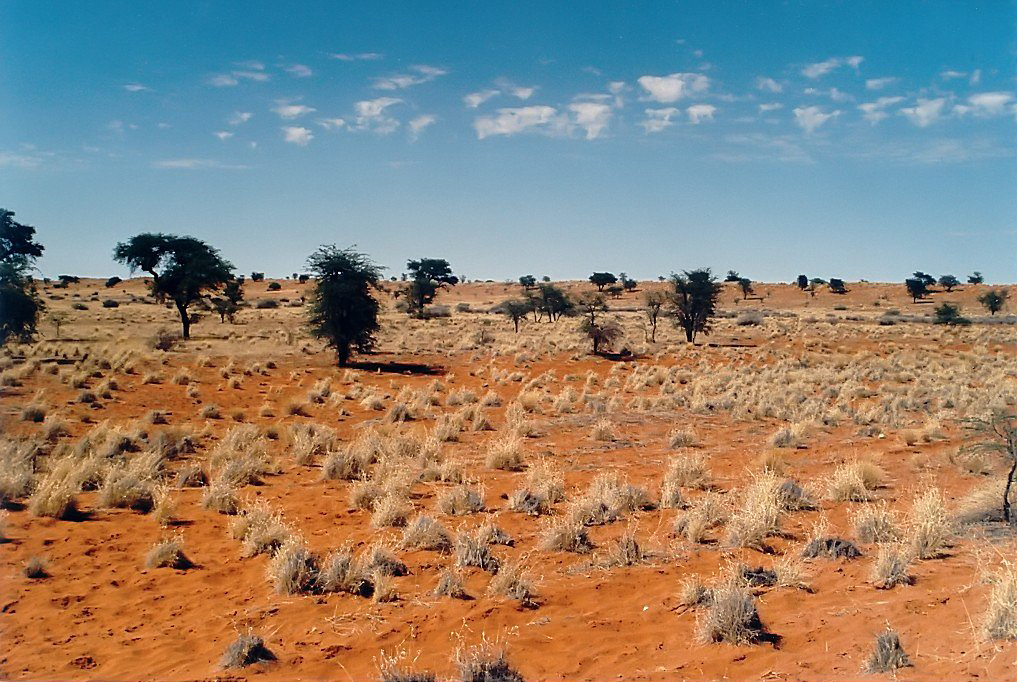
Kalahari in Namibia

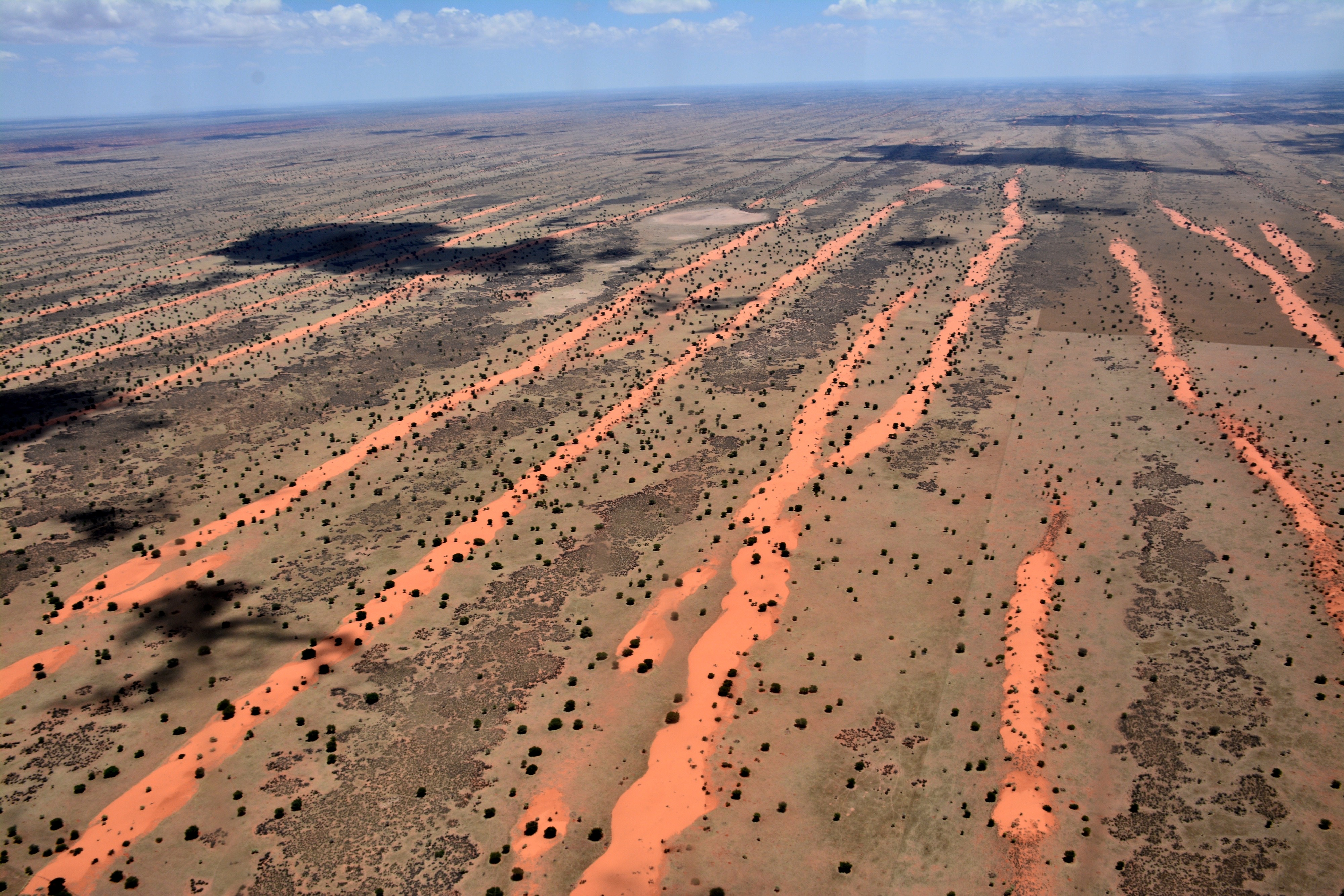
Die namibische Kalahari aus der Vogelperspektive

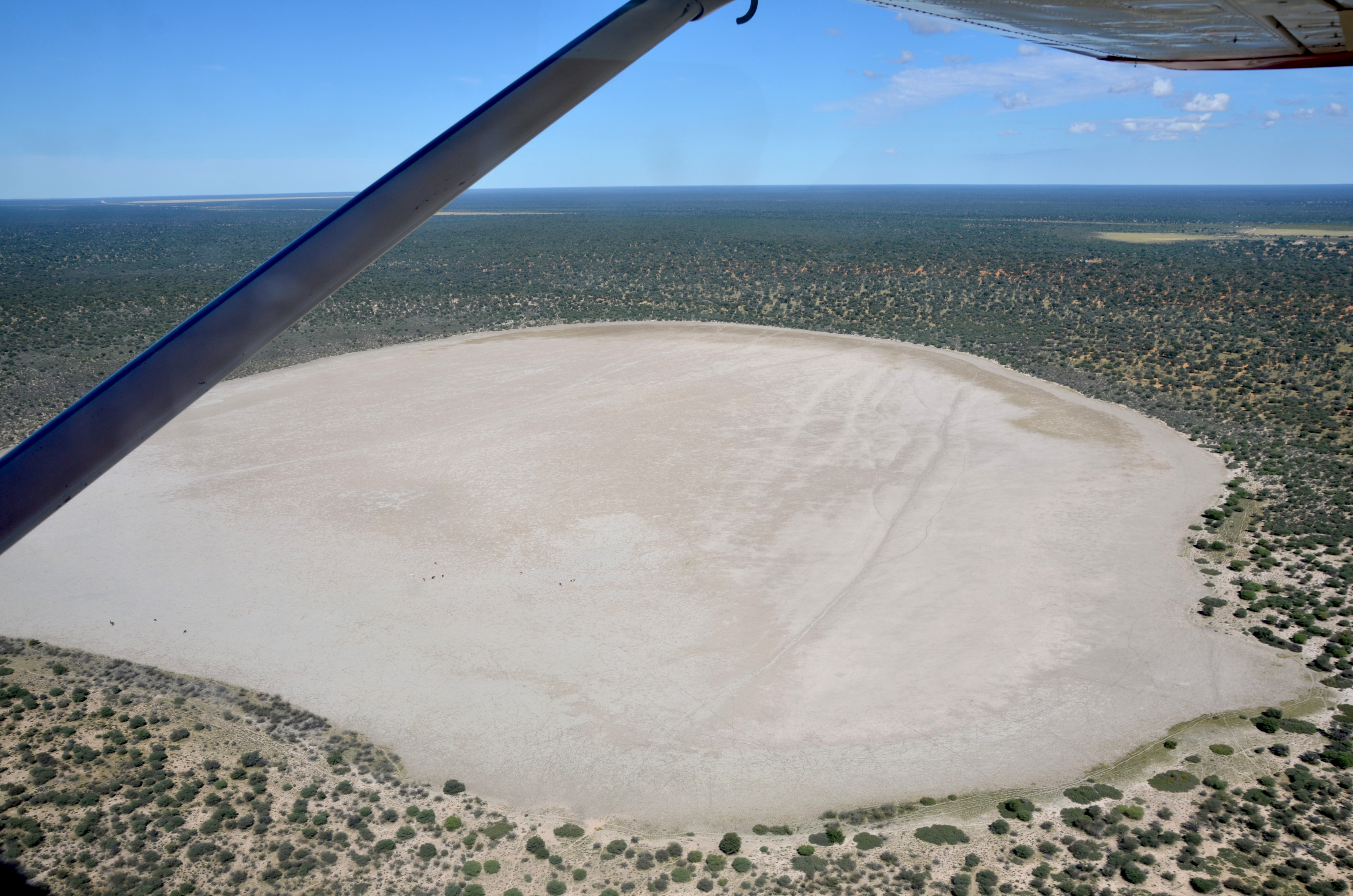
Kalahari-Lehmpfanne bei Onderombapa (2017)

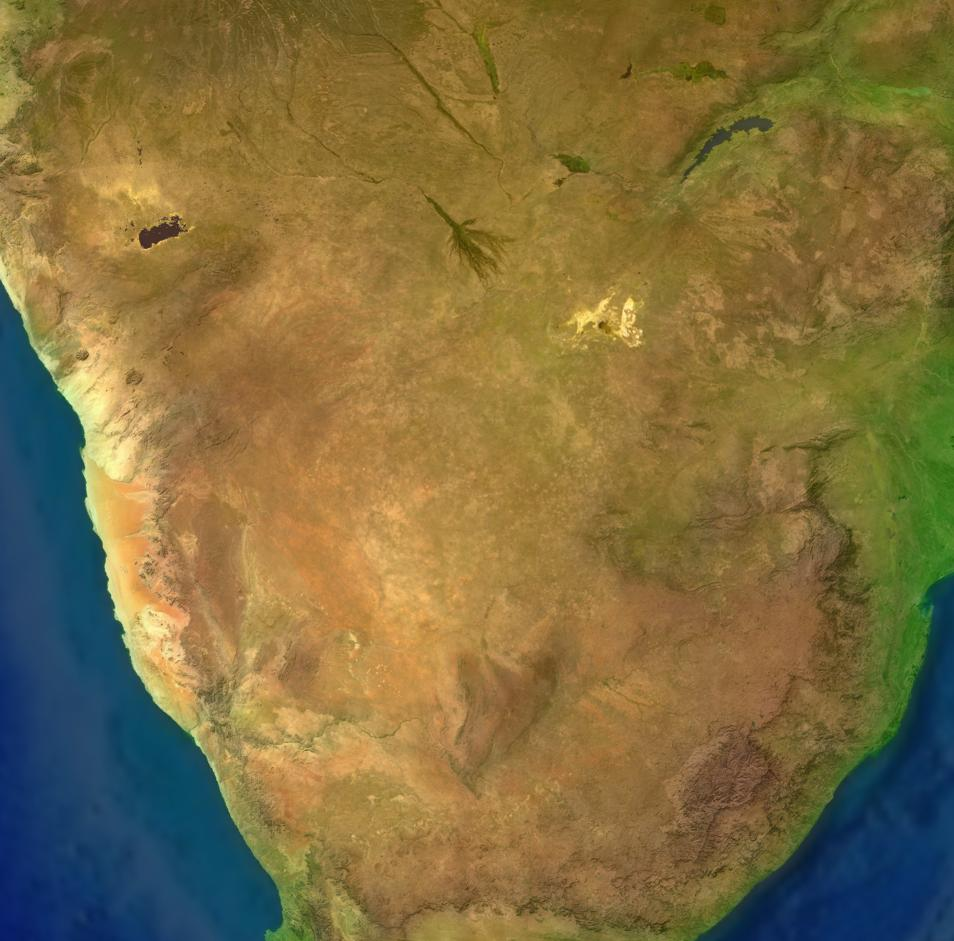
Satellitenaufnahme des Südlichen Afrika: die Kalahari in der Bildmitte, jeweils etwa ein Drittel der Bildhöhe und -breite; gut zu erkennen sind Okavangodelta und Makgadikgadi-Salzpfannen in der oberen Bildhälfte

Die Kalahari (rot) und das Kalahari-Becken (orange)

Die Kalahari (auch Kgalagadi) ist eine Dornstrauchsavanne, teilweise auch Trockensavanne, wird aber gelegentlich wegen des vorherrschenden Sandes als Wüste bezeichnet. Sie erstreckt sich beidseitig des südlichen Wendekreises von der südafrikanischen Provinz Nordkap durch Namibia und Botswana über eine Fläche von über einer Million Quadratkilometern. Sie ist Teil des etwa doppelt so großen Kalahari-Beckens, das sich bis nach Angola und Sambia hinein erstreckt.

## Herkunft des Namens
Die Herkunft des Namens ist noch unklar. Eine Deutung besagt, dass Kalahari eine Falschschreibung der Kolonialherren für das Setswana-Wort Kgalagadi (von kgala für „Abstand“ und gadi für „groß, weit“) sei.
Gelegentlich wird „Kalahari“ für eine Verfälschung des Khoikhoi-Wortes karri (hart) gehalten, das William John Burchell als Karriharri und Robert Jacob Gordon als Macarigari schrieben. Robert Moffat und Forbes glaubten dagegen, dass sie nach einem Stamm namens Kgalagad, Kgalagadi oder Makgalagadi benannt ist. Moffat behauptete auch, der Stamm lebe in der Khalagari oder Kalagare, was „trocken“ oder „wasserloser Platz“ bedeutet.

## Geographie

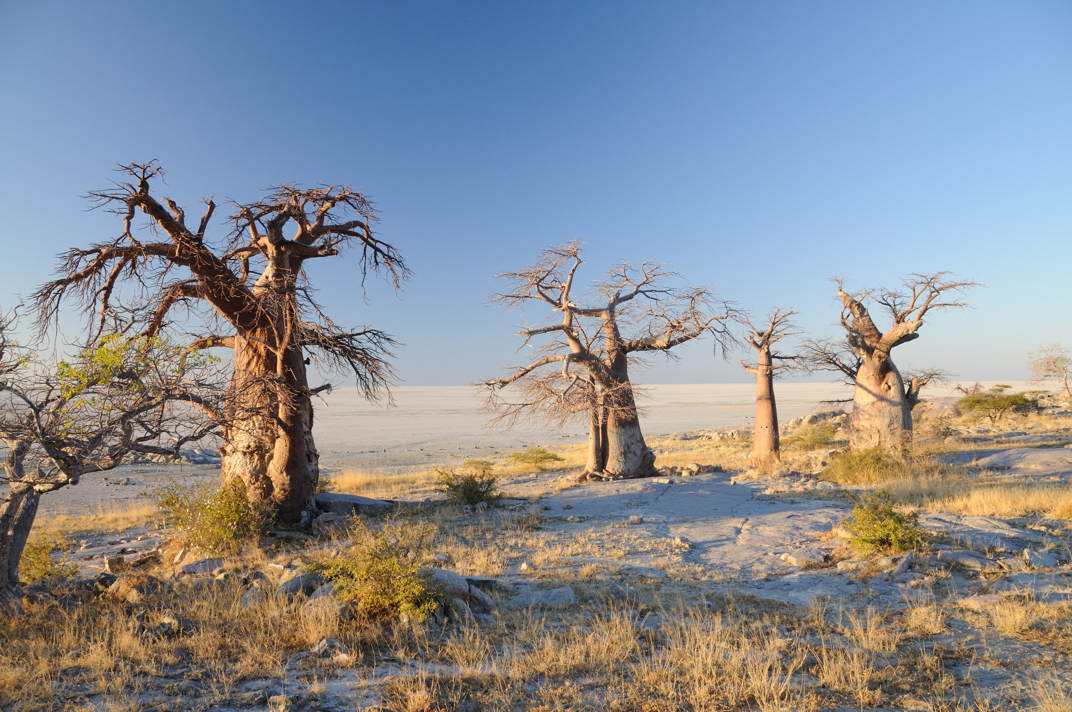
Kubu Island in den Salzpfannen im Osten

Der größte Teil der Kalahari liegt in Botswana und Namibia. Südwestlich liegt die Namib-Wüste, die deutlich arider als die Kalahari ist. Die Kalahari liegt überwiegend auf 800 bis 1200 Metern über dem Meeresspiegel. Einziger ganzjährig wasserführender Fluss ist der Okavango. Er entspringt in Angola und fächert sich in der Kalahari in das Okavangodelta auf, um dort oder im weiteren Verlauf zu versickern. In der Kalahari liegen große Salzpfannen, darunter im Osten die Makgadikgadi-Salzpfannen.
Große Teile der Kalahari sind als Naturschutzgebiete ausgewiesen, etwa der Kgalagadi-Transfrontier-Nationalpark im Grenzgebiet von Südafrika und Namibia, das Central Kalahari Game Reserve und im Nordwesten Botswanas das Okavango-Flussdelta. Seit Ende der 1990er Jahre wird die Kalahari durch den Trans-Kalahari-Highway erschlossen. Diese gut ausgebaute Straße ist ein wichtiges Teilstück des vom Indischen Ozean in Mosambik bis zum Atlantik in Namibia führenden Transportwegs.

## Geologie
Der ausgedehnteste Teil der Kalahari – die „Zentral-Kalahari“ – befindet sich in Botswana und reicht hier mit seinen westlichen Ausläufern nach Namibia hinein. Die Kalahari liegt im zentralen Bereich des Kalahari-Beckens (englisch: Kalahari Basin), einem Sedimentbecken, das sich zwischen dem Oranje bis nach Angola, im Westen von Namibia in Richtung Osten bis nach Simbabwe erstreckt. Im Norden reicht das Becken bis zur Demokratischen Republik Kongo.
In der Kalahari herrschen Sandböden (Arenosole) vor, die im Süden und Westen rot sind, im Norden und Osten gelb bis grau. Die Mächtigkeit der Sandböden beträgt bis zu 200 Meter. Die Sandvorkommen reichen bis in das zentrale Kongobecken hinein. Sie bedecken auf dem Territorium mehrerer Staaten eine Fläche von 2,5 Millionen Quadratkilometern. Der Schichtenaufbau wird als Kalahari-System (englisch auch Kalahari Sands) bezeichnet. Es existieren Lockersedimente aus äolischen und lakustrischen Entstehungsprozessen.
Die Sandmengen entstanden durch Erosion von Sandsteinen der Kalahari Group und Karoo Supergroup.
Erst in der jüngsten Erdgeschichte, vor etwa 10.000 bis 20.000 Jahren, wurden die Dünen durch Pflanzenwuchs stabilisiert, so dass heute eine Trockensavanne die Landschaft prägt. Die Mehrheit der Dünen wandern also nicht wie etwa in der Namib-Wüste. Es herrschen Gräser, Dornensträucher und Akazienbäume vor, die die langen Trockenperioden von rund zehn Monaten im Jahr überstehen können. Im südwestlichen Areal der Kalahari gibt es äolisch bewegte Dünen.
Unter der Erdoberfläche befinden sich zahlreiche teils großflächig erstreckende Süßwasservorkommen. Sie dienen als Trinkwasserspeicher; es besteht aber die Gefahr des Versalzens durch den Kontakt mit Salzschichten.

## Klima

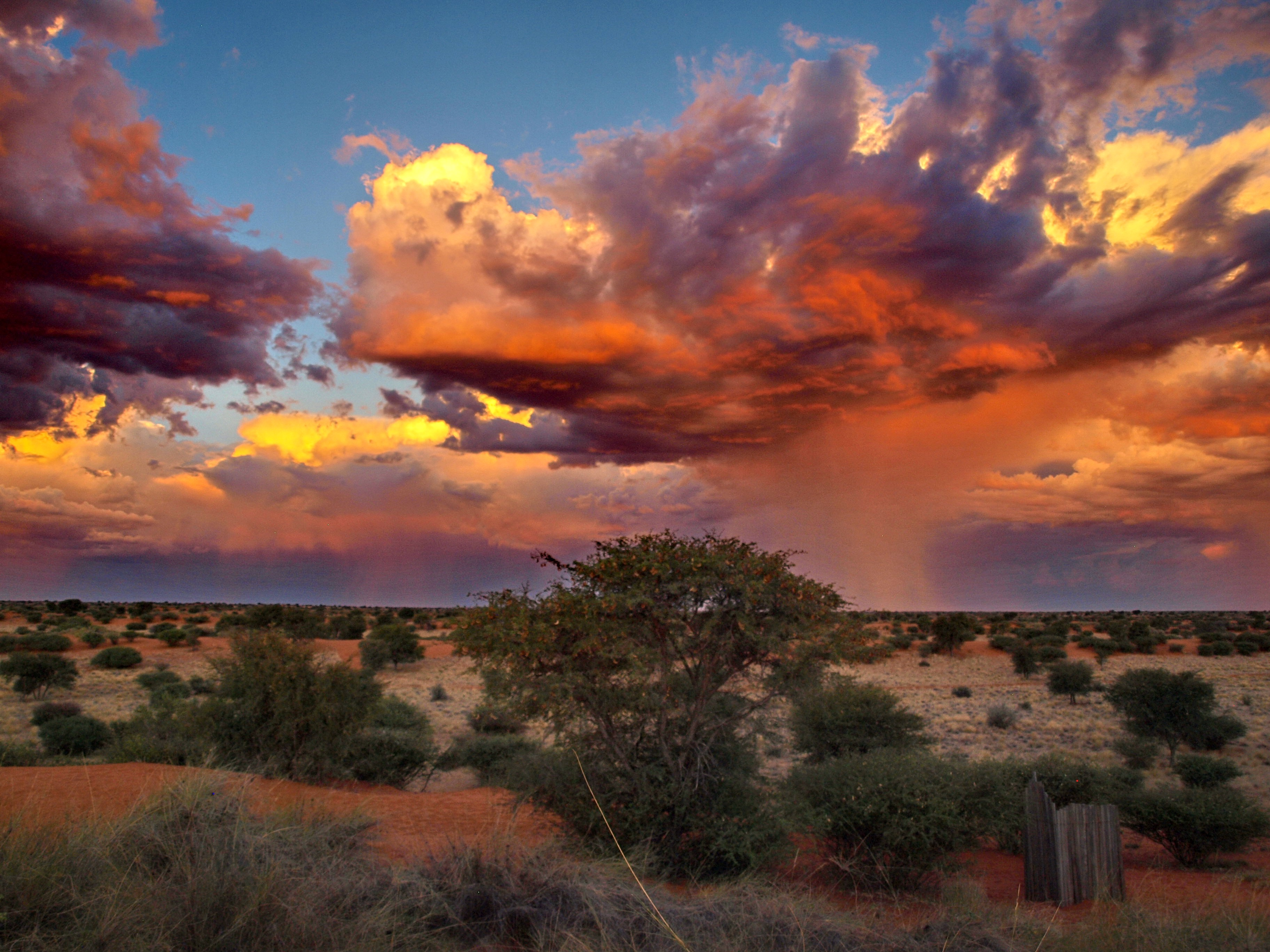
Gewitter in der Kalahari bei Stampriet, Namibia

Die jährliche Niederschlagsmenge beträgt im Süden und Westen rund 150–250 mm, während sie im Norden und Osten bis über 500 mm ansteigt, so dass das Klima dort sub-humid ist. Die Kalahari liegt bis auf dieses Gebiet in einer kontinentalen ariden Klimazone. Sie ist gekennzeichnet durch lange Trockenperioden mit unregelmäßigen Sommerregenfällen zwischen Dezember und Februar. In diesen Monaten kommt es auch zu heftigen Gewittern. Die Temperaturen betragen über 30 °C am Tag und bis unter 0 °C in der Nacht, vor allem im Winter.
Die Trockenheit beruht auf der Lage zwischen dem 20. und 30. südlichen Breitengrad. Genauso wie im gleichen nördlichen Bereich werden die Luftmassen gezwungen, vom Urpassat kommend abzusteigen. Dies bewirkt eine zunehmende Erwärmung der Luftmassen, wodurch die relative Luftfeuchtigkeit abnimmt und es zu trockenen, wolkenarmen Klimaverhältnissen kommt. Die mittleren Temperaturen liegen aufgrund der höheren Lage unter denen der Sahara.

## Flora und Fauna

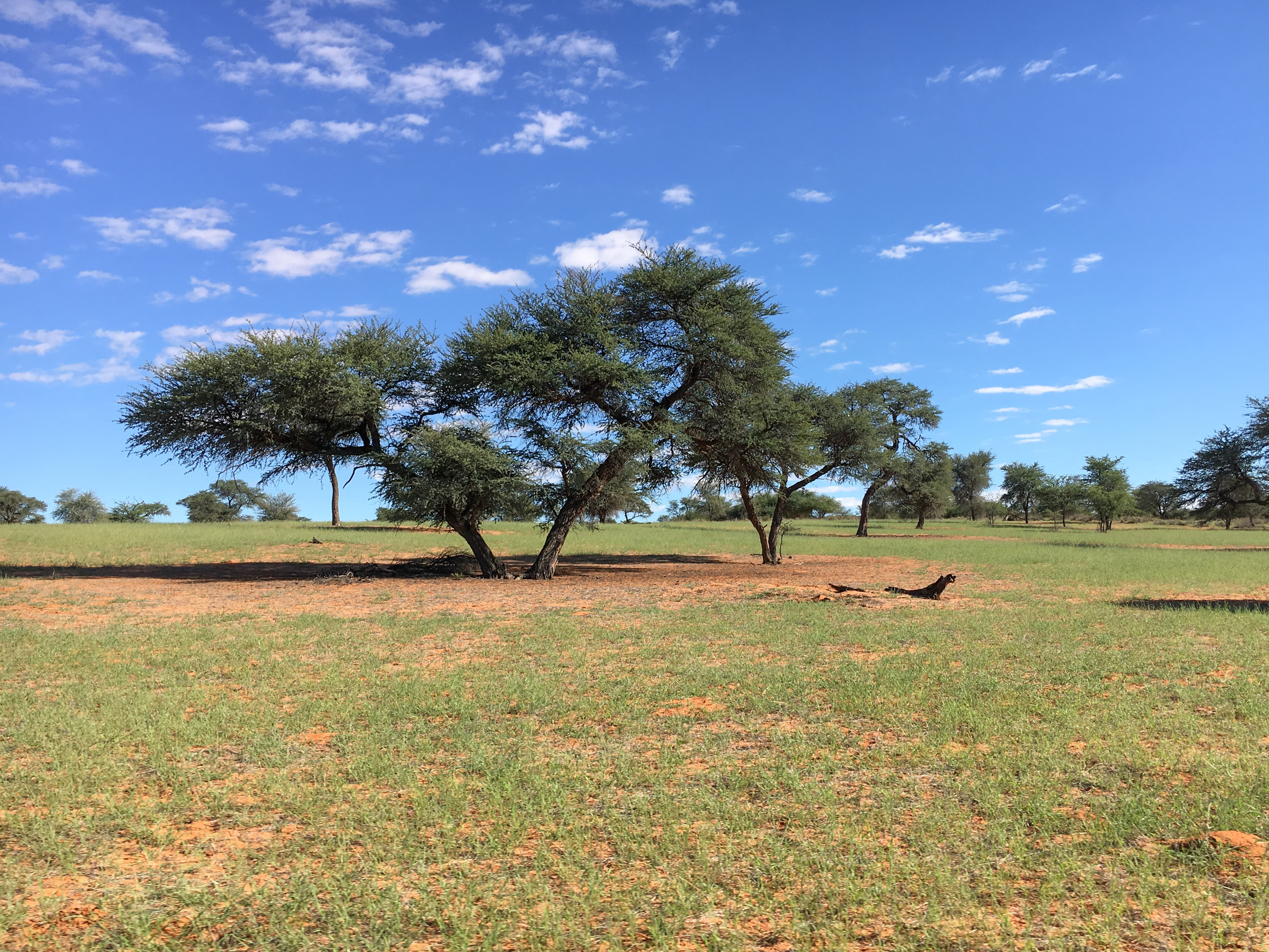
Die Grüne Kalahari beim Länderdreieck Namibia/Botswana/Südafrika (2018)

Das Okavangodelta ist wegen seines Wasser- und Tierreichtums sowie seiner Vegetation ein untypischer Teil der Kalahari. Je nach Jahreszeit und Wasserstand finden sich hier große Tierherden vieler im südlichen Afrika vorkommenden Arten ein.
Der größte Teil der Kalahari wird von speziellen Dünen- und Wüstengräsern bestimmt, aber auch von hochwachsenden Akazien, die mit ihren langen Wurzeln an die zwar tiefliegenden, aber reichlich vorhandenen Wasseradern gelangen. Nach Regenfällen nimmt die Vegetation stark zu. Man spricht dann auch von der Grünen Kalahari.

## Besiedlung
Die frühesten Hinweise auf die Anwesenheit des anatomisch modernen Menschen (Homo sapiens) in der Kalahari sind rund 105.000 Jahre alt und stammen aus einer Epoche, in der Niederschläge wesentlich häufiger waren als sie es dort heute sind. Die Hinweise – Bruchstücke von Straußeneiern und Calcit-Kristalle –  wurden an einem Felsvorsprung am Ga-Mohana-Hügel im südlichen Kalahari-Becken entdeckt, der heute als spiritueller Ort genutzt wird.
Die Kalahari ist das Rückzugs- und heutige Hauptsiedlungsgebiet der San. Dieses Volk gilt – zusammen mit den Khoikhoi – als das erste Siedlungsvolk in dieser Region und war bis zum 16. Jahrhundert in allen Ländern des südlichen Afrika beheimatet. Im Rahmen der afrikanischen Völkerwanderung drängten jedoch Bantuvölker in die Gebiete der San. Die Überlebenden wurden assimiliert oder flüchteten in die lebensfeindliche Kalahari und lernten, sich an deren schwierige Lebensbedingungen anzupassen. Die San sind in Familien organisiert und leben als nomadische Jäger und Sammler von dem reichen Wildbestand der Kalahari und den hier vorkommenden Früchten und Wurzeln. Wasser beziehen sie aus wasserspeichernden Pflanzen, zum Beispiel aus den Früchten der Horngurke (Cucumis metuliferus), und durch das Sammeln von Tau.
Die San kennen traditionell kein Privateigentum; dies und die jahrhundertelange Abgeschiedenheit vom Rest der Welt machen es vielen San sehr schwer, Anschluss an die materialistisch bestimmte Neuzeit zu finden. Die von der botswanischen Regierung zum Schutz der Central Kalahari Game Reserve vorgenommenen Umsiedlungs- und Sesshaftmachungsversuche sind am Widerstand vieler San weitgehend gescheitert.
In der Kalahari gibt es keine größeren Ortschaften. Die Ortschaften Maun, Ghanzi und Kang in Botswana zählen jeweils einige tausend Einwohner.

## Wirtschaft

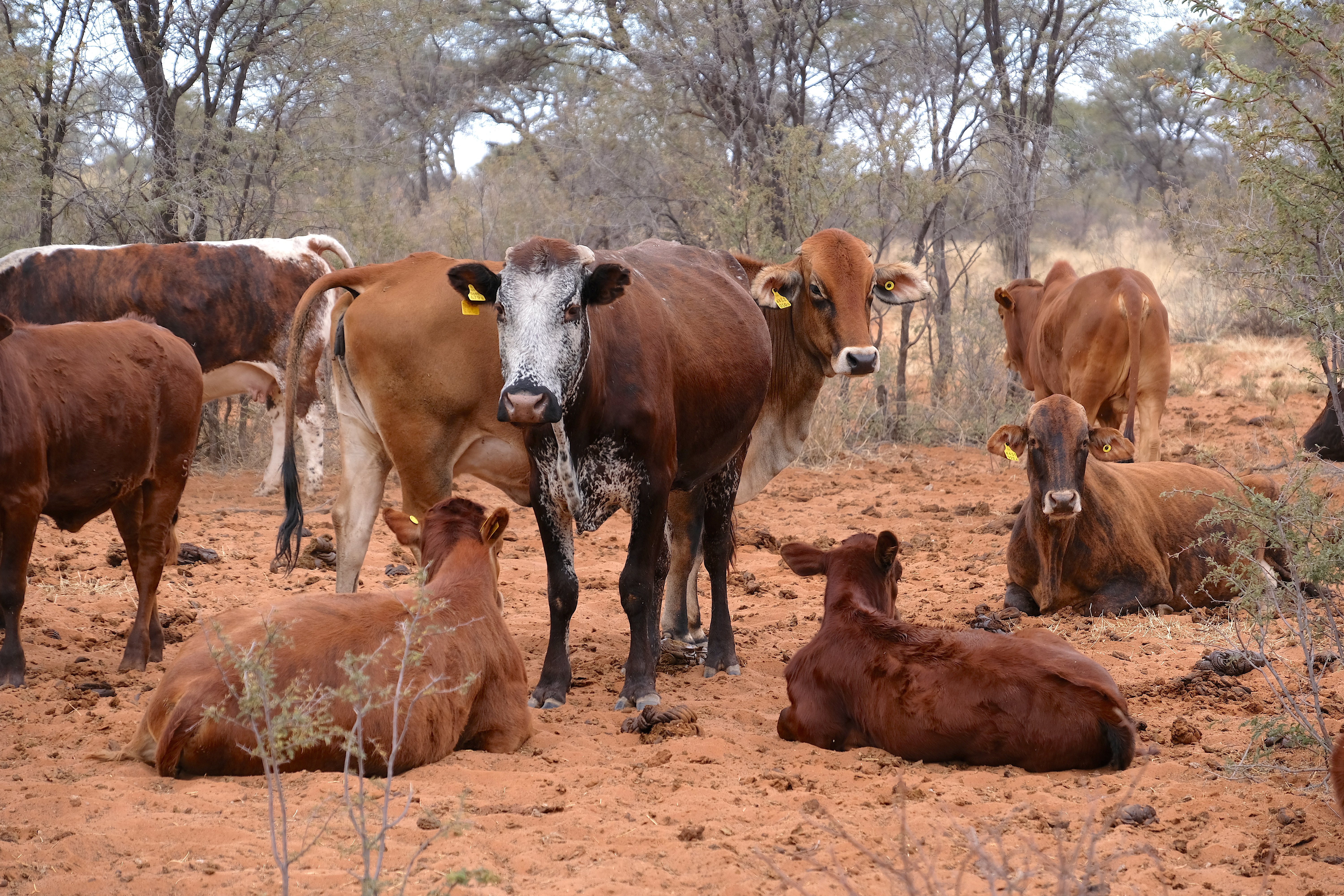
Rinder in der Kalahari auf einer Farm bei Gobabis (2018)

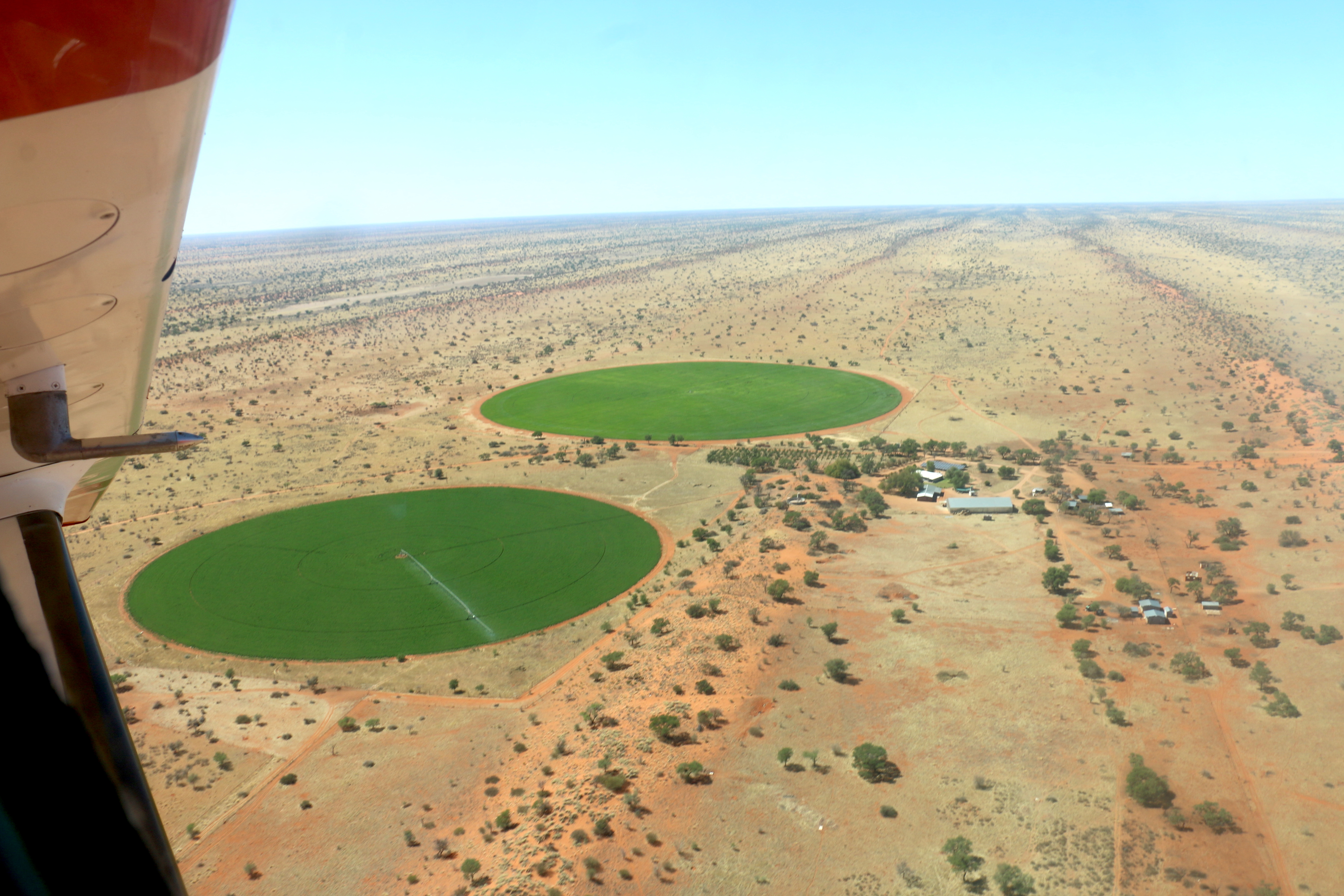
Luzerne-Anbau in der Kalahari (2017)

Einige Gebiete der Kalahari liegen brach, in anderen wird Viehwirtschaft betrieben. Insbesondere ist die Kalahari in Namibia flächendeckend in Farmen oder Herero-Stammgebiete eingeteilt. In der namibischen Kalahari werden vor allem Rinder, Schafe oder Wild gehalten. Von hier wird Fleisch nach Europa exportiert. Auch für die Pferdezucht ist die Kalahari geeignet. An verschiedenen Orten der Kalahari, die über genügend Grundwasser verfügen, wird Luzerne angebaut.
Ein weiterer wirtschaftlicher Zweig ist der Tourismus. Immer mehr Touristen werden von der Kalahari mit ihren langen, geraden Sanddünen und der hier vorhandenen Tiervielfalt angezogen. Spezielle Zweige des Tourismus in der Kalahari sind die Jagd, für die es eigene Jagdfarmen gibt, die Astronomie und das Segelfliegen. Verschiedene Farmen stellen Astronomen Fernrohre und andere spezielle Einrichtungen zur Verfügung, die es ermöglichen, unter den günstigen Bedingungen der Kalahari den Sternenhimmel zu fotografieren und zu erforschen. Die Kalahari eignet sich dazu, weil es hier kaum Streulicht gibt, und weil die Kalahari relativ hoch gelegen ist. Ebenso eignet sich die Kalahari insbesondere in den Sommermonaten fürs Segelfliegen. Vom Flugplatz Bitterwasser ausgehend wurden mehrere Weltrekorde aufgestellt. 
Im Okavangobecken ist Tourismus der einzige bedeutende wirtschaftliche Zweig. In Salzseen wird „Kalahari-Salz“ gefördert, das als hochpreisiges Salz nach Nordamerika und Europa exportiert wird.
Ein weiteres Produkt der Kalahari ist die Kalahari-Seide, die auf Englisch als Kalahari wild silk vermarktet wird.
Die Trans-Kalahari Railway (deutsch Trans-Kalahari-Eisenbahn), ist ein Eisenbahnbauprojekt, das zum Ziel hat, den Export von mineralischen Rohstoffen aus Botswana über den Hafen in Walvis Bay zu ermöglichen.

## Belege
1. 1 2 3 4  Die Kalahari – Wüste oder Savanne? (Memento des Originals vom 8. August 2014 im Internet Archive)  Info: Der Archivlink wurde automatisch eingesetzt und noch nicht geprüft. Bitte prüfe Original- und Archivlink gemäß Anleitung und entferne dann diesen Hinweis. Allgemeine Zeitung vom 28. Februar 2013, abgerufen am 1. August 2014
2. ↑  Porträt bei zoodirektoren.de, abgerufen am 1. August 2014
3. ↑  zur Bedeutung südafrikanischer Gemeindenamen
4. ↑   Kalahari von Mary Sadler-Altena (Memento vom 1. Oktober 2006 im Internet Archive) (englisch)
5. ↑  R[ené]. A[rthur]. Pelletier: Mineral Resources of South-Central Africa. Oxford University Press, Cape Town etc. 1964, S. 7
6. ↑  Ian Gerald Haddon: The Sub-Kalahari Geology and Tectonic Evolution of the Kalahari Basin, Southern Africa. Dissertationsschrift an der Faculty of Science, University of the Witwatersrand, Johannesburg 2005, S. 101–106 (englisch)
7. ↑  Die Grüne Kalahari (Memento des Originals vom 5. September 2018 im Internet Archive)  Info: Der Archivlink wurde automatisch eingesetzt und noch nicht geprüft. Bitte prüfe Original- und Archivlink gemäß Anleitung und entferne dann diesen Hinweis.
8. ↑  Jayne Wilkins et al.: Innovative Homo sapiens behaviours 105,000 years ago in a wetter Kalahari. In: Nature. Band 592, 2021, S. 248–252, doi:10.1038/s41586-021-03419-0.
 Menschheitsgeschichte: Früher Homo sapiens im Outback Afrikas. Auf: idw-online.de vom 31. März 2021.
9. ↑  Philip’s College Atlas for Southern Africa. George Philip & Son, London 1976, ISBN 0-540-05320-1, S. 12.
10. ↑  Siehe zum Beispiel: Meatco
11. ↑  Siehe zum Beispiel: Dunside Stud Aufgerufen am 7. September 2018
12. ↑  Siehe zum Beispiel: Kiripotib Aufgerufan am 7. September 2018
13. ↑  Eintrag bei lebensmittellexikon.de, abgerufen am 1. August 2014
14. ↑  Siehe die englischsprachige Internetseite Kalahari-wild-silk Aufgerufen am 7. September 2018

Koordinaten: 23° 0′ S, 23° 0′ O